# Tissamaharama

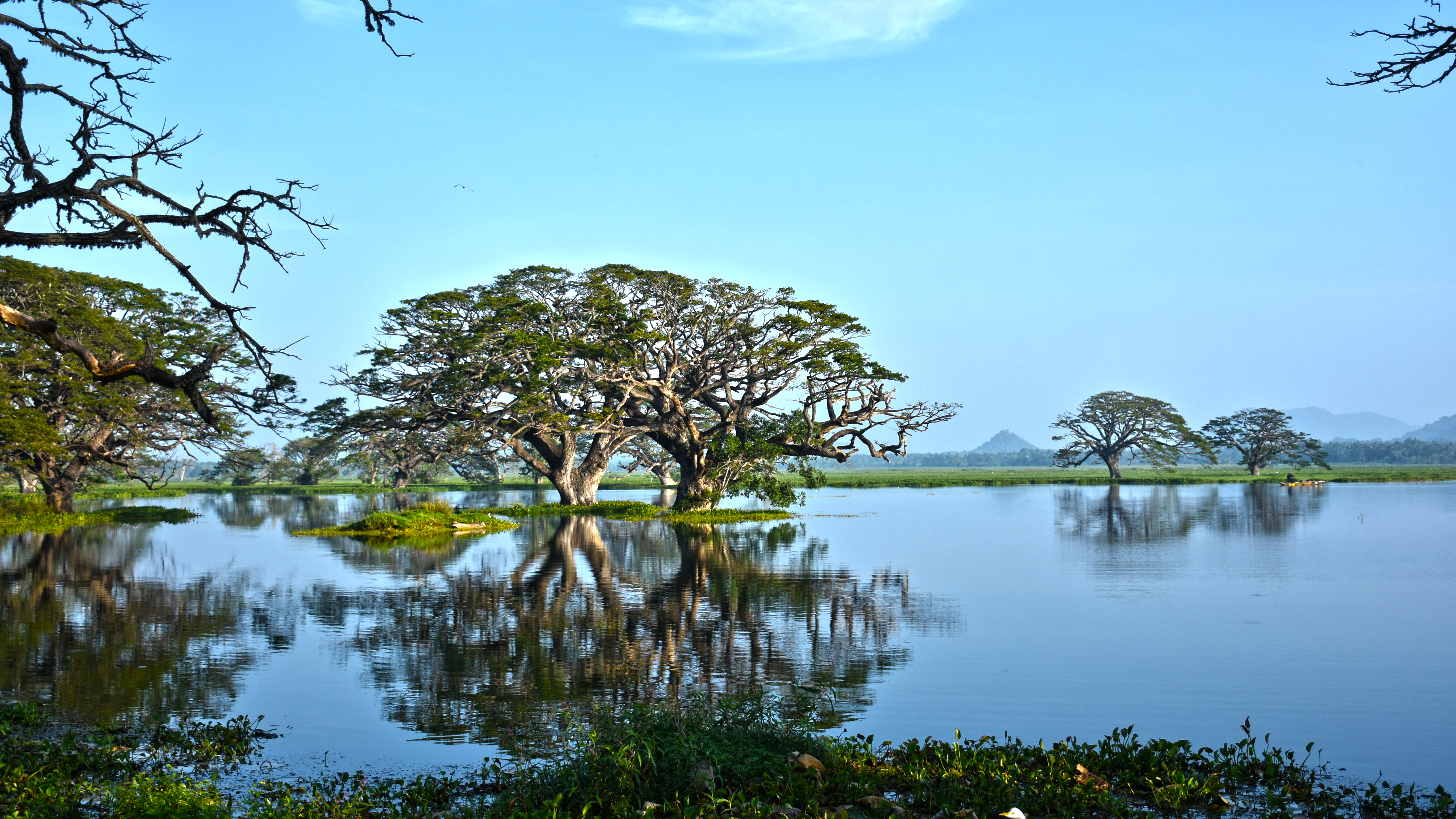
Künstlicher See Tissa Wewa

Tissamaharama (Kurzform Tissa, singhalesisch තිස්සමහාරාමය) ist eine Stadt mit etwa 15.000 Einwohnern im Hambantota-Distrikt in der Südprovinz im äußersten Südosten Sri Lankas (ehemals Ceylon). Tissamaharama gehört zu den 16 heiligen buddhistischen Plätzen (solosmasthana) des Landes, an denen Buddha persönlich gewesen sein soll.

## Lage und Klima
Die Stadt Tissamaharama liegt in knapp 20 m Höhe und ist nur etwa 10 km von der Küste des Indischen Ozeans entfernt. Das Klima in der nur etwa 400 km nördlich des Äquators gelegenen Stadt ist meist schwülwarm; Regen (ca. 1200 mm/Jahr) fällt übers Jahr verteilt.

## Wirtschaft
Landwirtschaft und Tourismus sind die wesentlichen Einnahmequellen der Stadt.

## Geschichte
Tissamaharama war im 3. Jahrhundert v. Chr. Hauptstadt des singhalesischen Königreichs Ruhuna. Andererseits wurden in der Gegend tamilische Keramikscherben gefunden, so dass man davon ausgehen kann, dass bereits zu dieser Zeit beide Bevölkerungsgruppen hier lebten.

## Sehenswürdigkeiten
- Nur wenige kolonialzeitliche Gebäude sind in der Stadt erhalten geblieben.

Umgebung
- Der große künstliche See Tissa Wewa, der Teil eines ausgeklügelten Bewässerungssystems war, stammt aus der Frühzeit des Ortes; er wurde jedoch um die Mitte des 19. und zu Beginn des 20. Jahrhunderts von den britischen Kolonialherren restauriert.
- Die Ursprünge des buddhistischen Stupas Yatala Vehera liegen im 3. Jahrhundert v. Chr., d. h. der Regierungszeit des Königs Yatala Thissa. Einige bringen ihn auch mit dem später hier lebenden Arhat Arittha Thero in Verbindung. Später verfiel er und musste im 19. und 20. Jahrhundert wiederholt restauriert werden. Bei Ausgrabungen wurden mehrere leere Reliquien- oder Schatzkästchen gefunden.
- Drei weitere Stupas stehen in der Umgebung: Sandagiri Stupa[2], Yatala Vehara[3] und Menik Vehara.
- Heute dient die Stadt hauptsächlich als Ausgangspunkt für Besuche des ca. 25 km nordöstlich gelegenen Yala-Nationalparks und der Pilgerstadt Kataragama.